# 埃米特 (愛達荷州)
埃米特（英語：Emmett）是一個位於美國愛達荷州傑姆縣的城市。根據2010年美國人口普查，該地人口為6557人，而該地的面積約為7.34平方千米。同時該地也是傑姆縣的縣治。

## 地理
埃米特的座標為43°52′22″N 116°29′42″W / 43.87278°N 116.49500°W，而該地的平均海拔高度為720米（即2362英尺）。